# Ianuarie 1986
Acest articol este generat integral pe baza informațiilor din articolul 1986 și este actualizat periodic de un robot.
 Editările făcute în articol vor fi șterse la următoarea actualizare! Dacă doriți să faceți modificări, editați articolul-sursă.

ianuarie -
februarie -
martie -
aprilie -
mai -
iunie -
iulie -
august -
septembrie -
octombrie -
noiembrie -
decembrie
Ianuarie 1986 a fost prima lună a anului și a început într-o zi de miercuri.

## Evenimente
- 1 ianuarie: Spania și Portugalia intră în Comunitatea Europeană, care mai târziu va deveni Uniunea Europeană.
- 24 ianuarie: Are loc prima survolare a planetei Uranus cu nava spațială Voyager 2.
- 28 ianuarie: Catastrofa navetei spațiale "Challenger", a cărei explozie, la 75 secunde de la lansare, a provocat moartea celor 7 astronauți aflați la bord.

## Nașteri
- 1 ianuarie: Lamine Diarrassouba, fotbalist ivorian
- 1 ianuarie: Salif Nogo, fotbalist burkinez
- 3 ianuarie: Mattias Bjärsmyr, fotbalist suedez
- 3 ianuarie: Nejc Pečnik, fotbalist sloven
- 4 ianuarie: James Milner, fotbalist englez
- 4 ianuarie: Charlyne Yi, actriță americană
- 5 ianuarie: Iana Șemiakina, scrimeră ucraineană
- 5 ianuarie: Baek Jong Min, actor sud-coreean
- 5 ianuarie: Viktoria Borșcenko, handbalistă ucraineană
- 5 ianuarie: Milan Perendija, fotbalist sârb
- 5 ianuarie: Deepika Padukone, actriță indiană
- 5 ianuarie: Baek Jong-min, actor sud-coreean
- 6 ianuarie: Irina Shayk (n. Irina Valerievna Șaihlislamova), fotomodel rus
- 8 ianuarie: Peng Shuai, jucătoare chineză de tenis